# Stephan Burger
Pour les articles homonymes, voir Burger.
Stephan Burger, né le 29 avril 1962 à Fribourg-en-Brisgau (Bade-Wurtemberg, Allemagne), est un prélat catholique allemand, nommé archevêque de Fribourg en 2014.

## Biographie
Stephan Burger grandit à Löffingen. Il a une sœur et trois frères dont l'un, Tutilo Burger, est, depuis 2011, abbé bénédictin de l'abbaye de Beuron.
Il déménage ensuite à Hersberg, à Immenstaad am Bodensee et entre au séminaire de Fribourg-en-Brisgau où il étudie la philosophie et la théologie. Le 20 mai 1990, il est ordonné prêtre par Oskar Saier (de) et célèbre sa première messe. Il est nommé vicaire à Tauberbischofsheim et à Pforzheim. En  1995, il devient curé de l'église Saint-Maurice de Sankt Leon-Rot. En parallèle, en 2006, il sort diplômé en droit canonique de l'Université de Münster.
Depuis 2006, il est avocat du diable et, depuis 2007, official et chef du tribunal ecclésiastique. Il est notamment responsable du processus en béatification de Max Josef Metzger. En 2013, il devient chanoine.
Le 30 mai 2014, Stephan Burger est nommé archevêque de Fribourg par le pape François. Il est alors consacré le 29 juin 2014 par Robert Zollitsch, assisté du cardinal Karl Lehmann et de Gebhard Fürst.